# Potres v Brežicah (1917)
Potres v Brežicah leta 1917 se je zgodil 29. januarja 1917 ob 8.22. Prizadel je Krško-Brežiško polje in Gorjance. Najbolj poškodovana naselja so bila Brežice, Krška vas, Globoko in Stojdraga (na Hrvaškem).
Sam potres so občutili tudi v Avstriji, Italiji in na Hrvaškem. Glede na lestico EMS je potres dosegel VIII. stopnjo z magnitudo 5,7.